# Pseudopyrochroa facialis
Pseudopyrochroa facialis is een keversoort uit de familie vuurkevers (Pyrochroidae). De wetenschappelijke naam van de soort is voor het eerst geldig gepubliceerd in 1891 door Fairmaire.